# (13482) Игорьфёдоров
(13482) Игорьфёдоров (лат. Igorfedorov) — типичный астероид главного пояса, открыт 25 апреля 1979 года советским астрономом Николаем Черных в Крымской астрофизической обсерватории и 9 августа 2006 года назван в честь учёного Игоря Фёдорова.

## Обнаружение и именование
(13482) Игорьфёдоров
Открыт 25 апреля 1979 года в Крымской астрофизической обсерватории Н. С. Черных.
Игорь Борисович Фёдоров (р. 1940) — выдающийся учёный в области распространения радиоволн и загоризонтной радиолокации, автор более 180 научных публикаций. Он работает в Московском государственном техническом университете имени Н. Э. Баумана с 1963 года и является ректором с 1991 года.
Оригинальный текст (англ.)13482 Igorfedorov
Discovered 1979 Apr. 25 by N. S. Chernykh at the Crimean Astrophysical Observatory.
Igor' Borisovich Fedorov (b. 1940) is a prominent scientist in the field of radio-wave propagation and over-the-horizon radar and is the author of more than 180 scientific publications. He has worked at the Bauman Moscow State Technical University since 1963 and has been rector since 1991.
Источники: 20060809/MPCPages.arc; M.P.C. 57423.

## Орбита

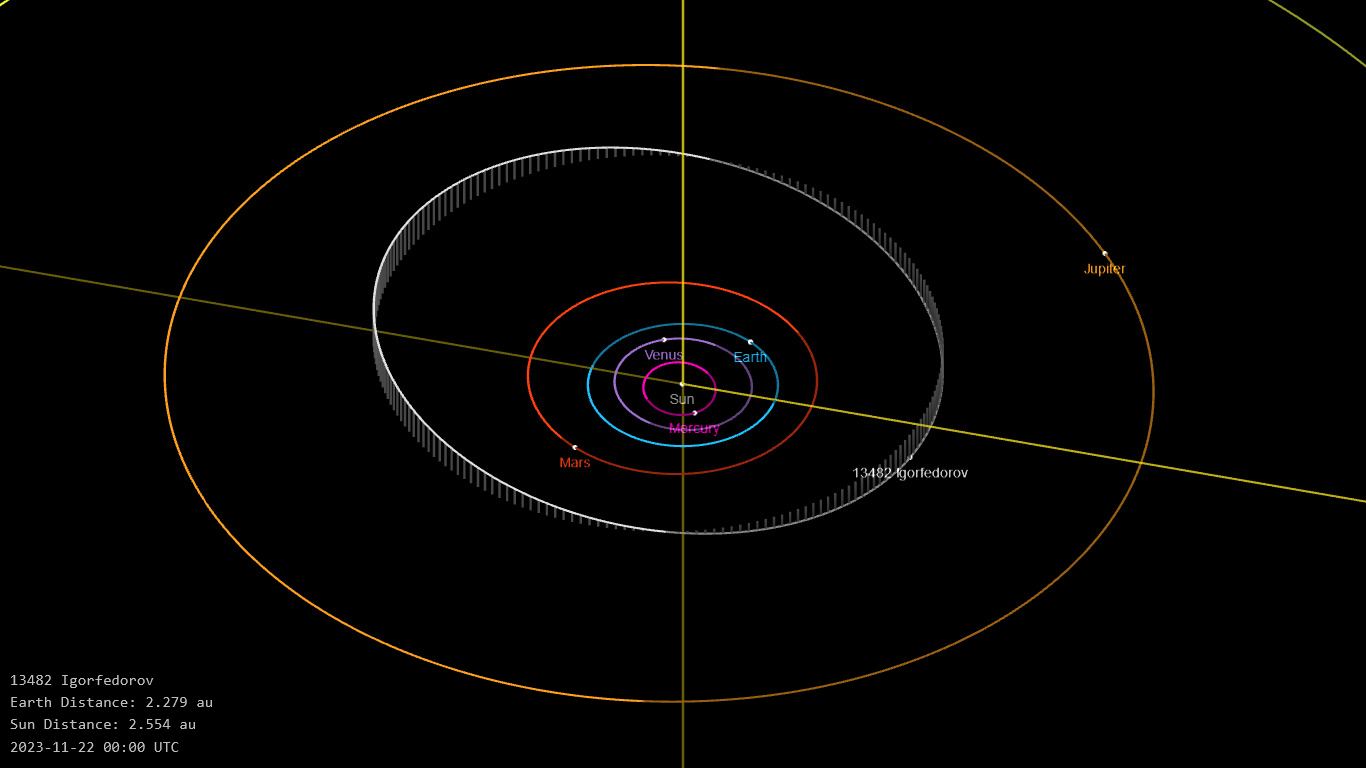
Орбита астероида Игорьфёдоров и его положение в Солнечной системе

## Физические характеристики
Из наблюдений системы телескопов панорамного обзора и быстрого реагирования Pan-STARRS следует, что астероид относится к таксономическому классу DL.
По результатам наблюдений в видимом и ближнем инфракрасном диапазоне космического телескопа NEOWISE диаметр астероида оценивался равным 10,812±0,310 км. Согласно тем же источникам альбедо оценивается как 0,1992±0,0180 и 0,199±0,018.